# Tucherschloss (Feucht)

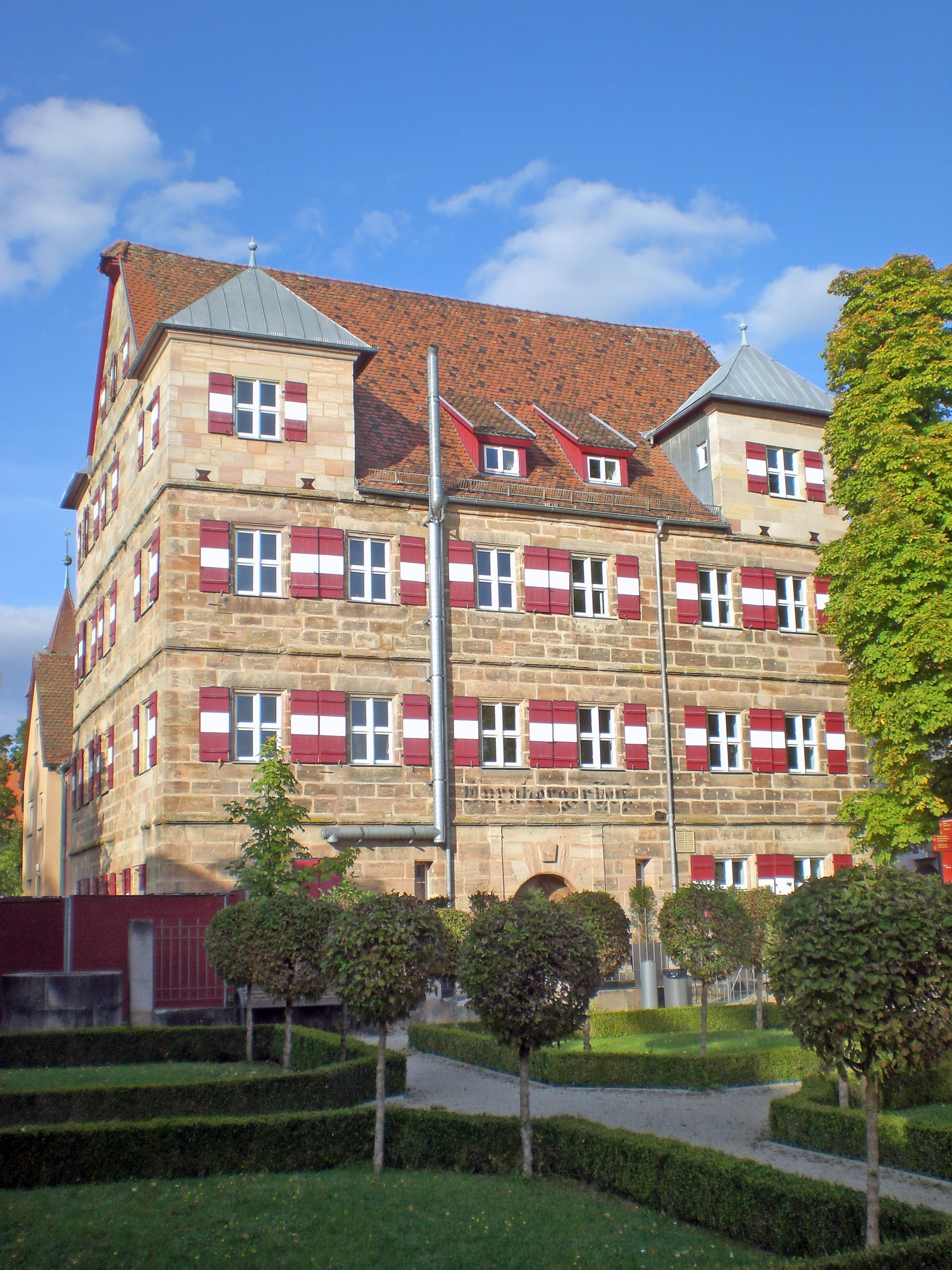
Das Tucherschloss (2023)

Das Tucherschloss ist neben dem Pfinzingschloss und dem Zeidlerschloss eines von drei erhaltenen Schlössern des Nürnberger Patriziats in Feucht. Das Schloss ist seit 1990 im Privatbesitz und wurde in den Folgejahren vom Besitzer restauriert. In dem Gebäude befinden sich neben einer Gaststätte (Schlosswirt), Wohnungen und Büros.
2007/2008 sanierte der Markt Feucht eine nahe Gartenanlage, den sogenannten Barockgarten nach einem historischen Plan von 1757.

## Geschichte

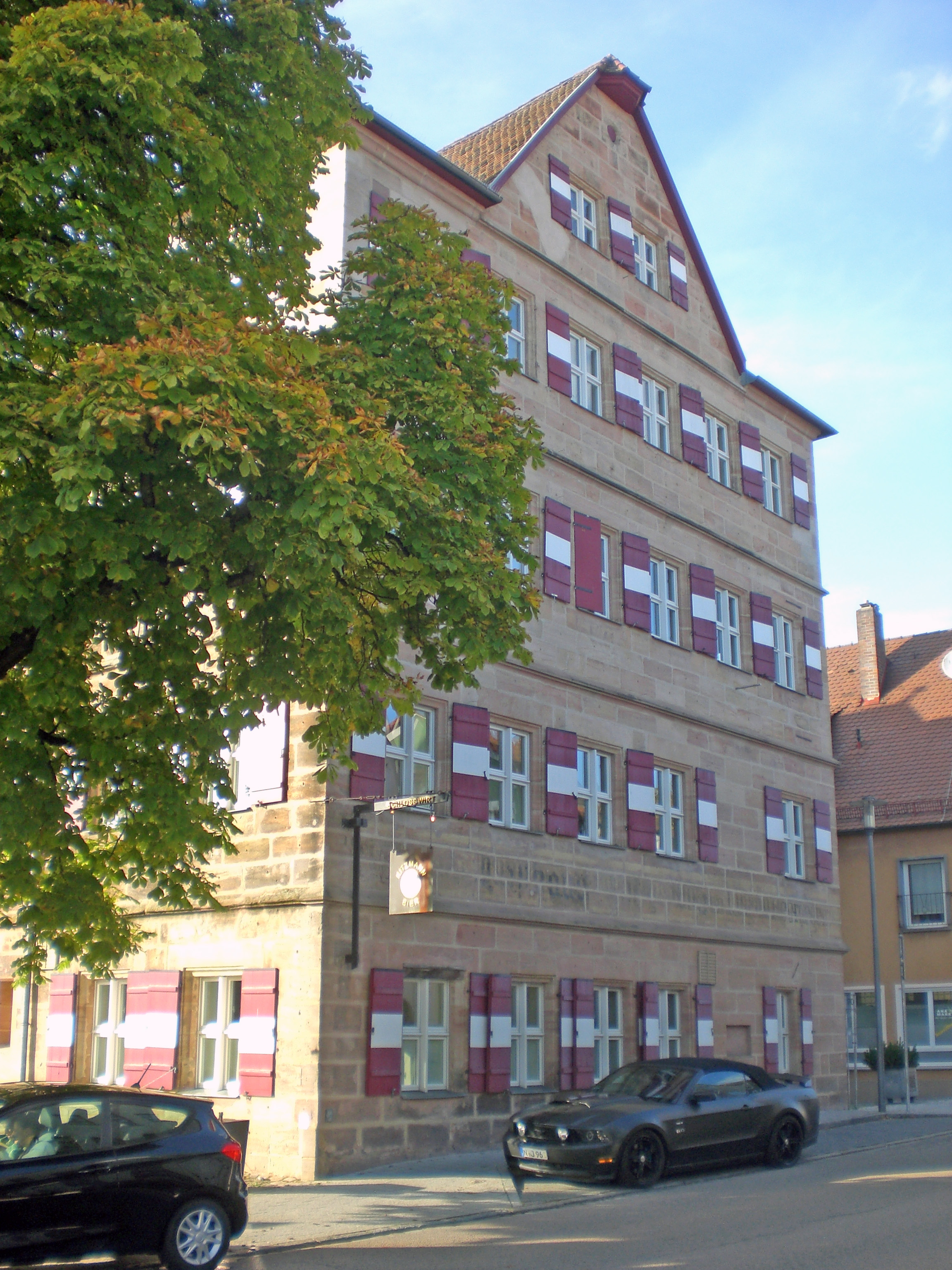
Das Tucherschloss von der Straße aus gesehen (2023)

Das so genannte Tucherschloss in Feucht entstand erst im späten 16. Jahrhundert auf bäuerlichem Grund. Der 1533 geborene Herdegen IV. Tucher, verheiratet mit Katharina Pfinzing und zusammen mit seinem Bruder Paul seit 1568 Leiter der Tucherschen Handelsgesellschaft, erwarb 1586 in Feucht das Zeidelgütlein eines Jörg Seckler. Auf dem Grundstück stand nur das bescheidene kleinbäuerliche Wohnstallhaus. Dort errichtete der Käufer einen Herrensitz. Angesichts der restriktiven Genehmigungspraxis der Nürnberger Waldämter, die zum Schutz des Waldes in der Regel keine Erweiterung der Baumasse gestatteten, rechtfertigte Herdegen Tucher die besondere Größe des Hauses mit dem angeblich feuchten Baugrund, der eine Bewohnung des Erdgeschosses nicht zulasse. Er verpflichtete sich, die Umfassungen ausschließlich massiv zu bauen und das Erdgeschoss stets unbeheizt zu lassen. Nach der Baugenehmigung im Herbst 1590 dürfte das Herrenhaus in den Jahren 1591/92 errichtet worden sein.
Die aus dem 17. und 18. Jahrhundert überlieferte Raumstruktur zeigt, wie wenig man sich um die Bedingungen der Baugenehmigung von 1590 geschert hatte. Im Erdgeschoss gruppierten sich um die Haustennen nicht nur Lager- und Speisegewölbe, sondern auch eine Stube und eine untere Küche. Die Wohnräume der Herrschaft, eine obere Küche, Schlafkammern, das Schreibstüblein und die Wohnstube befanden sich im ersten Obergeschoss. Die repräsentativsten Räume waren im zweiten Obergeschoss, wo vor allem der Saal, die „große Gaststube“ genannt, eingerichtet war. Die Geschosse wurden von Anfang an über einen Treppenturm erschlossen, der den Zugang auf den jeweiligen Soller (Vorplatz) gewährt. Auch das erste Dachgeschoss war schon im 17. Jahrhundert mit Mägdekammern wenigstens teilausgebaut.
Noch vor seinem Tod 1614 im Alter von 81 Jahren hatte Herdegen Tucher mangels männlicher Nachkommen eine Familienstiftung, in Nürnberg meist Vorschickung genannt, gegründet. Der jeweils älteste Nachkomme seines Bruders Paul sollte das Stiftungsvermögen verwalten. Erst nach dem Aussterben des Tucherschen Geschlechtes hätte das Vermögen an das Nürnberger Heilig-Geist-Spital fallen sollen. Bis 1636 verwaltete Anton IX. Tucher den Herrensitz und musste 1632 die Verwüstung und Plünderung des Herrenhauses durch kaiserliche Soldateska erleben, wobei auch das Voithaus niederbrannte. Dann folgte sein Bruder Karl III. Tucher bis 1646, kurzfristig beerbt von seinem Vetter Anton X. Die Reihe der Administratoren wurde vor 1648 fortgesetzt von Thomas III. Tucher, 1657 von Stephan, 1689 von Georg Stephan d. Ä., 1732 von Johann Jakob Tucher, 1746 von Georg Stephan d. J., bis 1777 von Carl Gottfried, bis von 1785 Georg Friedrich und nach einer vorübergehenden Vormundschaft von Jakob Gottlieb Friedrich Tucher.
Während dieser Zeit nutzte die Familie Tucher den Feuchter Herrensitz in der Regel nur für Sommeraufenthalte. Im Erdgeschoss wohnte vermutlich seit der Zerstörung des Voithauses im Dreißigjährigen Krieg – im Gegensatz zu den Vereinbarungen von 1590 – der Voit. Das Voitanwesen war nach dem Krieg zwar wiederaufgebaut worden, war aber seither an einen Landwirt verpachtet. Den entsprechenden Rahmen für die Besuche der Herrschaft bot ein kunstvoll angelegtes „Lust-Gärtlein“, das im Laufe des 18. Jahrhunderts als Barockgarten neu gestaltet wurde. Darin befanden sich auch ein Gärtner- und ein Sommerhaus mit einem Sommersaal und einer Winterung. Diese beiden aus gartenhistorischer Sicht äußerst wertvollen Gebäude haben sich in unmittelbarer Nachbarschaft des Schlosses erhalten.
Nach dem Tod des Jakob Gottlieb Friedrich Tucher 1832 einigten sich die Erben auf eine Versteigerung des Sitzes gegen Höchstgebot. Erst nach mehreren Anläufen gaben der Feuchter Gastwirt Johann Pfann und der Pächter der Landwirtschaft, Georg Böhm, akzeptable Gebote ab. Nach dem Kauf wurde der Tuchersche Besitz geteilt: Während Böhm das landwirtschaftliche Gut übernahm, fiel das Schloss an Johann Pfann, der noch 1833 erfolgreich die Tafernwirtshausgerechtigkeit für das Anwesen beantragte und damit die Tradition des Gasthauses Nürnberger Hof begründete. In dieser Zeit sollen auch die vier charakteristischen Ecktürmchen abgebrochen worden sein. Unter dem Sohn Georg Pfann folgte um 1840 die wohl weitgehende Zerstörung der barocken Gartenanlage durch den Bau einer Stallung. Um 1845 wurde das Anwesen an den Bierbrauer Johann Paulus Rückert verkauft. Nach dem frühen Tod des Brauers folgten Jahrzehnte raschen Besitzwechsels: Konkurse, Versteigerungen und spekulative Käufe prägten diese Zeit. Bei diesen Gelegenheiten ging auch ein großer Teil der dazugehörenden Grundstücke verloren. Erst mit dem Erwerb durch den Gastwirt Johann Heerdegen im Jahr 1909 kehrte wieder eine längere Besitztradition ein. Die Familie Heerdegen bewirtschaftete den Nürnberger Hof noch in den frühen 1980er Jahren. 1990/91 erwarb der Architekt Fred Brunner den mittlerweile baufälligen Herrensitz und setzte ihn mit viel Engagement in denkmalgerechter Weise in Stand.
Im Sommer 2018 wurde das Anwesen für drei Millionen Euro zum Kauf angeboten.